# The Advisor
Pour plus de détails, voir Fiche technique et Distribution.
The Advisor est un film muet américain réalisé par Burton L. King, sorti en 1915.

## Fiche technique
- Titre : The Advisor
- Réalisation : Burton L. King
- Scénario : Harvey Gates
- Producteur :
- Société de production : Universal Film Manufacturing Company
- Société de distribution : Universal Film Manufacturing Company (États-Unis), Transatlantic (Royaume-Uni)
- Pays d'origine :  États-Unis
- Langue : Anglais américain
- Format : Noir et blanc — 35 mm — 1,33:1 — Muet
- Métrage : 300 mètres
- Genre : Film dramatique
- Durée : 10 minutes
- Dates de sortie : 
  -  États-Unis : 4 juillet 1915
  -  Royaume-Uni : 11 octobre 1915

## Distribution
- Adele Lane
- Harry Linkey